# 2187 La Silla
2187 La Silla (1976 UH) là một tiểu hành tinh vành đai chính được phát hiện ngày 24 tháng 10 năm 1976 bởi R. M. West ở Đài thiên văn Nam Âu.